# استفانی ماکسول-پیرسون
استفانی ماکسول-پیرسون (انگلیسی: Stephanie Maxwell-Pierson؛ زادهٔ january ۴, ۱۹۶۴ (۶۱ سال)) ورزشکار روئینگ اهل ایالات متحده آمریکا است.
وی در مسابقات کشوری و بین‌المللی در مجموع برندهٔ ۴ مدال نقره، ۱ مدال برنز شده‌است.